# Antonio Canova

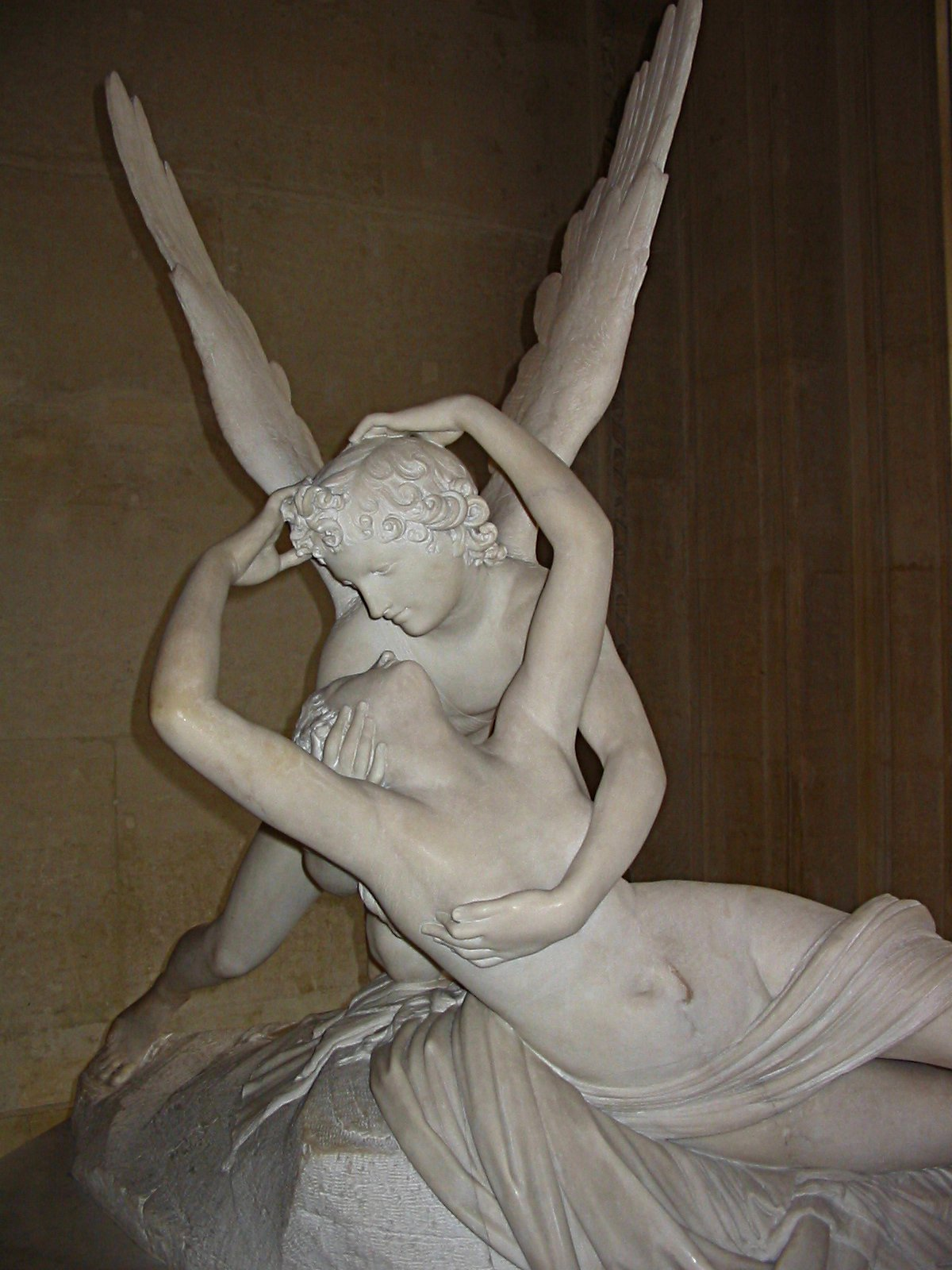
"Amor och Psyche" (1793) i Louvren, Paris.

Antonio Canova, född 1 november 1757 i Possagno, Italien, död 13 oktober 1822 i Venedig, var en italiensk skulptör under nyklassicismen.

## Biografi
Canova uppfostrades dels hos sin farfar, som var stenhuggare i Possagno, dels i Venedig, där han inledde sin karriär, som skulptör av gestalter, som har samma behagfulla lätthet och sensuella charm som figurerna i Tiepolos fresker. Redan 1773 skapade han sina första självständiga kompositioner (Daidalos och Ikaros i Akademin i Venedig). Innan han var 20 år gammal, hade han förvånat venetianska konstkännare med sin tekniska virtuositet. 
År 1779 besökte Canova Rom, där han följande år slog sig ned för gott. Han blev bekant med en internationell (främst brittisk) grupp konstnärer, arkeologer och teoretiker och började att utveckla en ny, sträng och kompromisslöst idealistisk skulpturstil. Hans år 1787 fullbordade, strama monument över påven Clemens XIV i kyrkan Santi Apostoli i Rom tillvann honom internationell berömmelse och dessutom talrika beställningar, bland andra monumentet över påven Clemens XIII (1792) i Peterskyrkan.
Canova övergick successivt till att skulptera fristående skulpturer med motiv hämtade från den klassiska mytologin. Hans Amor och Psyche (1793) är vad känslan beträffar dock lika skild från de grekiska och romerska skulpturerna som från det tidigare 1700-talets skulpturer. Arbetet skildrar det ögonblick, då Amor enligt Apuleius version av berättelsen uppväcker den döende Psyche, och är en komplicerad bild av kärlek och död, av från sinnlighet renad erotik, av idealism, som genom mänsklig passion har gjorts gripbar och tillgänglig.
Verket är inte heller mindre komplicerat om det uteslutande betraktas som en tredimensionell komposition av sammankopplade former i kontrapunktisk harmoni, vilka vrider sig genom en serie ljuva och till synes obesvärade övergångar. Gestalterna, som är helt försjunkna i varandra och inte ägnar åskådaren så mycket som en blick, utgör en självständig enhet och kräver att bli betraktade som en sådan. Gruppen måste visas på en framträdande plats. Förutom att han (i sin samtids ögon) "återupplivade" skulpturkonsten, befriade Canova den från de arkitektoniska inramningar, till vilka de flesta arbeten utom porträtt hade varit bundna sedan 1600-talets början. Det är också ett tidens tecken att en del av hans nya skulpturer var avsedda för museer, de första stora konstverk som tillkom särskilt för detta ändamål. Museer betraktades nu för första gången som institutioner för allmänhetens fostran.
År 1802 fick Canova en inbjudan av Napoleon till Paris, där han utförde flera skulpturer av kejsaren och hans mor Laetitia. År 1815 återkom Canova till Paris i samband med en beskickning, och lyckades då återföra till Rom flera av Napoleon tidigare bortförda italienska konstverk.
Antonio Canovas gravmonument finns i Frarikyrkan i Venedig, skapat av hans elever.

## Skulpturer i urval
- Amor och Psyche – Louvren, Paris
- Napoleon som Mars (fredsskaparen) – Apsley House, London
- Den triumferande Perseus – Metropolitan Museum of Art, New York
- Venus Victrix – Galleria Borghese, Rom
- De tre gracerna – Eremitaget, Sankt Petersburg
- Clemens XIV:s gravmonument – Santi Apostoli, Rom
- Giovanni Volpatos gravstele – Santi Apostoli, Rom

## Utmärkelser
Asteroiden 6256 Canova är uppkallad efter honom.